# Zareh Shūrān
Zareh Shūrān (persiska: زره شوران, Zereh Shūrān, Zarehshūrān, زِرِه شوران, زَرِهشوران) är en ort i Iran.   Den ligger i provinsen Västazarbaijan, i den nordvästra delen av landet, 400 km väster om huvudstaden Teheran. Zareh Shūrān ligger 2 068 meter över havet och antalet invånare är 317.
Terrängen runt Zareh Shūrān är lite bergig. Runt Zareh Shūrān är det ganska tätbefolkat, med 78 invånare per kvadratkilometer. Närmaste större samhälle är Noşratābād, 12,3 km sydost om Zareh Shūrān. Trakten runt Zareh Shūrān består i huvudsak av gräsmarker.